# Khu vực phi vũ khí hạt nhân
| Hiệp ước                                        | Khu vực                                 | Diện tích đất (km vuông) | Quốc gia | Có hiệu lực         |
| ----------------------------------------------- | --------------------------------------- | ------------------------ | -------- | ------------------- |
| Hệ thống Hiệp ước châu Nam Cực                  | Châu Nam Cực                            | 14,000,000               |          | 1961-06-23          |
| Hiệp ước không gian ngoài thiên thể             | Không gian ngoài thiên thể              |                          |          | 1967-10-10          |
| Hiệp ước Tlatelolco                             | Mỹ Latinh và vùng Caribe                | 21,069,501               | 33       | 1969-04-25          |
| Hiệp ước đáy đại dương                          | Đáy đại dương                           |                          |          | 1972-05-18          |
| Hiệp ước Rarotonga                              | Nam Thái Bình Dương                     | 9,008,458                | 13       | 1986-12-11          |

Khu vực phi vũ khí hạt nhân
Quốc gia có vũ khí hạt nhân
Chia sẻ vũ khí hạt nhân
Chỉ tham gia Hiệp ước không phổ biến vũ khí hạt nhân

| Hiệp ước Khu vực phi vũ khí hạt nhân Đông Nam Á | Hiệp hội các quốc gia Đông Nam Á        | 4,465,501                | 10       | 1997-03-28          |
| Nghị quyết 53/77 D                              | Mông Cổ                                 | 1,557,507                | 1        | 1998-12-04          |
| Semei                                           | Trung Á                                 | 4,003,451                | 5        | 2009-03-21          |
| Hiệp ước Khu vực phi vũ khí hạt nhân châu Phi   | Châu Phi                                | 30,221,532               | 53       | 2009-07-15          |
| Tất cả các khu vực phi vũ khí hạt nhân:         | Tất cả các khu vực phi vũ khí hạt nhân: | 84,000,000               | 115      | 39% dân số thế giới |
| Quốc gia có vũ khí hạt nhân                     | Quốc gia có vũ khí hạt nhân             | 41,400,000               | 9        | 47% dân số thế giới |
| Quốc gia khác                                   | Quốc gia khác                           | 24,000,000               | 73       | 14% dân số thế giới |

Khu vực phi vũ khí hạt nhân (KVPVKHN) là một khu vực các quốc gia tự nguyện đồng ý cấm phát triển, sản xuất, kiểm soát, sở hữu, thử nghiệm, bố trí hoặc vận chuyển vũ khí hạt nhân theo một điều ước quốc tế, có cơ chế xác minh, kiểm soát và được Đại Hội đồng Liên Hợp Quốc công nhận. KVPVKHN có mục đích tương tự với Hiệp ước không phổ biến vũ khí hạt nhân.

## Phạm vi địa lý
Hiện tại, có năm KVPVKHN bao phủ các nhóm quốc gia lục địa hoặc cận lục địa (và vùng biển, không phận của họ) và ba KVPVKHN ở Châu Nam Cực, đáy đại dương và không gian ngoài thiên thể. Các vùng Nam Cực, đáy biển và không gian nằm trước tất cả các vùng trên lãnh thổ quốc gia, ngoại trừ một vùng. Hầu hết hải phận quốc tế không thuộc KVPVKHN. Ngoài ra, Liên Hợp Quốc công nhận Mông Cổ là một quốc gia phi vũ khí hạt nhân.
Từ khi Hiệp ước Khu vực phi vũ khí hạt nhân châu Phi có hiệu lực vào ngày 15 tháng 7 năm 2009, các KVPVKHN trên đất liền chiếm 56% diện tích đất của Trái Đất, bao gồm 60% quốc gia có chủ quyền và 39% dân số thế giới, trong khi chín quốc gia có vũ khí hạt nhân chiếm 28% diện tích đất của Trái Đất và bao gồm 46% dân số thế giới.
Các KVPVKHN ở châu Nam Cực, Mỹ Latinh và Nam Thái Bình Dương được xác định bằng các đường vĩ độ và kinh độ, ngoại trừ ranh giới phía tây bắc của khu vực Nam Thái Bình Dương chạy theo giới hạn lãnh hải của Úc. Ba khu vực này tạo thành một vùng tiếp giáp, nhưng hải phận quốc tế trong vùng này không phải là một phần của KVPVKHN. KVPVKHN Đông Nam Á được xác định là bao phủ lãnh thổ của các quốc gia thành viên bao gồm cả vùng đặc quyền kinh tế. KVPVKHN châu Phi cũng được xác định là bao phủ các quốc gia, vùng lãnh thổ được Liên minh Châu Phi coi là một phần của châu Phi bao gồm các đảo gần châu Phi và Madagascar. Mauritius tuyên bố chủ quyền đối với Diego Garcia, một phần của Lãnh thổ Ấn Độ Dương thuộc Anh hiện là căn cứ quân sự của Hoa Kỳ.

Hải phận quốc tế (xanh đậm) và vùng đặc quyền kinh tế (xanh nhạt). Một số KVPVKHN bao phủ các vùng đặc quyền kinh tế, trong khi những khu vực khác chỉ bao phủ lãnh hải.

## Năng lượng hạt nhân
| Quốc gia         | Số lượng nhà máy |
| ---------------- | ---------------- |
| Argentina        | 3                |
| Brasil           | 2                |
| México           | 2                |
| Cộng hòa Nam Phi | 2                |

Bốn quốc gia thuộc KVPVKHN sử dụng năng lượng hạt nhân, bao gồm Argentina, Brasil, México và Cộng hòa Nam Phi. Cộng hòa Nam Phi đóng cửa chương trình vũ khí hạt nhân vào năm 1989.

## Lãnh thổ thuộc KVPVKHN của quốc gia bên ngoài
| Hiệp ước                                      | Anh | Pháp                                                                      | Hoa Kỳ                                                            | Hà Lan                                            |  |
| Tlatelolco                                    | Anguilla, Quần đảo Virgin thuộc Anh, Quần đảo Cayman, Quần đảo Turks và Caicos, Quần đảo Falkland, Đảo Nam Georgia | Guyane thuộc Pháp, Guadeloupe, Martinique, Saint-Barthélemy, Saint Martin | Puerto Rico, Quần đảo Virgin thuộc Mỹ, Các tiểu đảo xa của Hoa Kỳ | Aruba, Curaçao, Sint Maarten, Caribe thuộc Hà Lan |  |
| Rarotonga                                     | Quần đảo Pitcairn                                                                                                  | Polynésie thuộc Pháp, Wallis và Futuna, Nouvelle-Calédonie                | Samoa thuộc Mỹ, Đảo Jarvis                                        |                                                   |  |
| Hiệp ước Khu vực phi vũ khí hạt nhân châu Phi | Lãnh thổ Ấn Độ Dương thuộc Anh                                                                                     | Réunion, Mayotte, Các đảo rải rác tại Ấn Độ Dương                         |                                                                   |                                                   |  |

Một số hiệp ước KVPVKHN cho phép một quốc gia bên ngoài khu vực có lãnh thổ trong khu vực có thể áp dụng quy chế KVPVKHN đối với lãnh thổ đó. Tất cả các lãnh thổ này đều là những đảo nhỏ ngoại trừ Guyane thuộc Pháp. Hoa Kỳ ký nhưng chưa phê chuẩn Nghị định thư I của Hiệp ước Rarotonga đối với Samoa thuộc Mỹ và Đảo Jarvis. Vương quốc Anh không công nhận Hiệp ước Khu vực phi vũ khí hạt nhân châu Phi đối với đảo Diego Garcia ở Ấn Độ Dương, nơi có căn cứ quân sự của Hoa Kỳ.

## Nam Bán cầu
Năm KVPVKHN ở Nam Bán cầu bao phủ toàn bộ đất liền ở Nam bán cầu ngoại trừ Đông Timor cùng với các đảo Đại Tây Dương và Ấn Độ Dương thuộc các quốc gia ngoài KVPVKHN với tổng diện tích đất liền ít hơn 8000 km2:
- St. Helena, Đảo Ascension và Tristan da Cunha là lãnh thổ hải ngoại thuộc Anh
- Đảo Bouvet là lãnh thổ của Na Uy
- Quần đảo Kerguelen, Crozet, Saint Paul và Amsterdam thuộc Vùng đất phía Nam và châu Nam Cực thuộc Pháp
- Quần đảo Chagos là Lãnh thổ Ấn Độ Dương thuộc Anh, bao gồm Diego Garcia
- Addu và Fuvahmulah là đảo san hô cực nam của Maldives

## Khu vực nhiệt đới
| Khu vực         | Tất cả                                                            | Một phần                                                      |
| --------------- | ----------------------------------------------------------------- | ------------------------------------------------------------- |
| Thái Bình Dương | Quần đảo Marianas, Liên bang Micronesia, Quần đảo Marshall, Palau | Hawaii (ngoại trừ Tây Bắc Hawaii), Các tiểu đảo xa của Hoa Kỳ |
| Ả Rập           | Yemen                                                             | Ả Rập Xê Út, Các Tiểu vương quốc Ả Rập Thống nhất và Oman     |
| Nam Á           | Maldives, Sri Lanka                                               | Nam Ấn Độ, Bangladesh                                         |
| Đông Á          | Hải Nam                                                           | Vân Nam, Quảng Đông / Quảng Tây, Đài Loan                     |

Các KVPVKHN ở Mỹ Latinh, châu Phi, Nam Thái Bình Dương và Đông Nam Á bao phủ hầu hết vùng nhiệt đới, ngoại trừ một số khu vực Bắc Bán cầu ở phía nam chí tuyến Bắc. Hầu hết khu vực nhiệt đới bên ngoài KVPVKHN ở vùng nhiệt đới đều nằm ở Ấn Độ và Bán đảo Ả Rập.

## Bắc Bán cầu

Khu vực phi vũ khí hạt nhân
Quốc gia có vũ khí hạt nhân
Thành viên NATO
Sử dụng năng lượng hạt nhân
Thành viên NATO và sử dụng vũ khí hạt nhân
Chỉ tham gia Hiệp ước không phổ biến vũ khí hạt nhân

Quốc gia thành viên NATO.

Đa số các quốc gia không có vũ khí hạt nhân và không thuộc KVPVKHN đều nằm ở châu Âu và Bắc Thái Bình Dương và là thành viên (hoặc được bao quanh bởi) các khối an ninh tập thể của các quốc gia sở hữu vũ khí hạt nhân được thiết lập vào Chiến tranh Lạnh.
22 quốc gia không tham gia KVPVKHN hoặc khối an ninh tập thể cũng như không phải là quốc gia sở hữu vũ khí hạt nhân, bao gồm 12 quốc gia ở Trung Đông, sáu quốc gia ở Nam Á và bốn quốc gia ở Liên Xô cũ. Đã có những đề xuất thiết lập KVPVKHN ở Trung Đông, Triều Tiên, Trung Âu, Nam Á, Đông Nam Á và Vùng Bắc Cực.

### Châu Âu
Anh, Pháp và Hoa Kỳ chia sẻ ô hạt nhân với 29 thành viên khác của NATO. Bốn quốc gia Liên minh châu Âu ngoài NATO (Áo, Síp, Cộng hòa Ireland, Malta) tham gia Chính sách an ninh và quốc phòng chung của Liên minh châu Âu.

### Liên Xô cũ
Belarus, Armenia và một số thành viên của KVPVKHN Trung Á, là đồng minh của Nga trong Tổ chức Hiệp ước An ninh Tập thể. Các quốc gia thành viên Tổ chức GUAM vì Dân chủ và Phát triển Kinh tế ( Gruzia, Azerbaijan, Ukraina, Moldova) không tham gia bất cứ khối an ninh nào.

### Bắc Thái Bình Dương
Hàn Quốc và Nhật Bản là đồng minh của Hoa Kỳ và chia sẻ ô hạt nhân của Hoa Kỳ, trong khi Quần đảo Marshall, Liên bang Micronesia và Palau tham gia Hiệp ước liên kết tự do với Hoa Kỳ.

### Nam Á
Ấn Độ và Pakistan có vũ khí hạt nhân, trong khi Afghanistan, Sri Lanka, Maldives, Bangladesh, Nepal và Bhutan không tham gia KVPVKHN hoặc khối an ninh.

### Trung Đông
Các quốc gia thành viên Hội đồng Hợp tác Vùng Vịnh, Yemen, Jordan, Lebanon, Syria, Iraq và Iran không có vũ khí hạt nhân và không tham gia KVPVKHN. Đại Hội đồng Liên Hợp Quốc đã thúc giục thành lập một Khu vực phi vũ khí hạt nhân ở Trung Đông và các Hội nghị đánh giá Hiệp ước không phổ biến vũ khí hạt nhân vào năm 1995 và 2010 kêu gọi thiết lập một khu vực không có vũ khí hủy diệt hàng loạt ở Trung Đông.